# Lars Gårn Hansen
Lars Gårn Hansen (født 24. marts 1959) er professor i miljøøkonomi ved Københavns Universitet. Hans forskningsområder omfatter især miljøøkonomiske problemstillinger med hensyn til regulering, håndhævelse og kontrol, men også forbrugeradfærd og sundhed. Fra 1. september 2015 til 31. januar 2025 var han medlem af formandskabet for De Økonomiske Råd, dvs. én af de fire økonomiske vismænd. Han afløste professor Eirik Schrøder Amundsen på denne post og blev selv afløst af Jette Bredahl Jacobsen.

## Karriere
Lars Gårn Hansen blev cand.polit. i 1986 og lic.polit. (licentiat) i 1997. I 1986-90 arbejdede han som fuldmægtig i centraladministrationen, nærmere bestemt socialministeriet og økonomiministeriet. Fra 1990-2008 var han ansat i det daværende AKF, og fra 2008 har han arbejdet på Institut for Fødevare- og Ressourceøkonomi (tidligere Fødevareøkonomisk Institut) på Københavns Universitet, fra 2009 som professor.

## Forskning
Lars Gårn Hansens forskning spreder sig over en række især miljøøkonomiske felter. Pr. august 2015 var han medforfatter til 28 internationalt bedømte videnskabelige artikler, blandt andet i tidsskrifterne Journal of Public Economics og Journal of Environmental Economics and Management.

## Andre aktiviteter
Lars Gårn Hansen har desuden blandt andet deltaget i Bichel-udvalget, der i 1997-99 udredte konsekvenserne af en afvikling af anvendelsen af pesticider, og deltaget i det forberedende arbejde om regulering af kvælstof og fosfor forud for udarbejdelsen af Vandmiljøplan II. Han har også inden udnævnelsen til vismand lejlighedsvis optrådt i den offentlige debat. Således skrev han sammen med Flemming Møller i 2008 et debatindlæg, der satte spørgsmålstegn ved Copenhagen Consensus' relevans, ligesom han har deltaget i debatten om forholdet mellem økonomisk vækst og miljøproblemer. Inden udnævnelsen til vismand var han menigt sagkyndigt medlem af Det Miljøøkonomiske Råd.